# Tarista invida
Tarista invida là một loài bướm đêm trong họ Noctuidae.